# Sowa (Kazimierzewo)
Sowa – część wsi Kazimierzewo w Polsce, położona w województwie wielkopolskim, w powiecie konińskim, w gminie Wierzbinek.
W latach 1975–1998 Sowa należała administracyjnie do województwa konińskiego.